# Roberto Viau
Roberto Luis Viau , (nacido el 16 de noviembre de 1931 y muerto 6 de junio de 1971) fue un jugador argentino de baloncesto. En 1980 recibió el Premio Konex como uno de los mejores baloncestistas de la Argentina. Jugó en Gimnasia y Esgrima de Villa del Parque y luego en Gimnasia y Esgrima de Buenos Aires. 
En 1953 actuó como él mismo en el filme En cuerpo y alma dirigida por Leopoldo Torres Ríos.